# Pierre-Jean de Bourcet
Pierre-Jean de Bourcet, né à Grenoble le 11 juin 1752 et mort à Naples en 1822, est un militaire, un magistrat et un diplomate français qui a été premier Valet de chambre du dauphin, Louis-Joseph-Xavier-François de France, premier fils de Louis XVI et de Marie-Antoinette d'Autriche. Il joue un rôle important dans l'organisation et la réalisation de la fuite à Varennes.

## Biographie

### Famille
- Son grand-père qu'il n'a pas connu est mort 21 ans avant sa naissance, fut aussi illustre. Daniel-André Bourcet est né en 1658 à Usseaux[3](devenu Italien en 1713, val Cluson) et mort le 2 septembre 1731 à Briançon[4],[note 1]. C'est un militaire qui sert dans plusieurs campagnes du règne de Louis XIV et commande les milices du Briançonnais notamment au cours de la guerre de Succession d'Espagne.
- Son père est Jean-Baptiste Bourcet, dit Jean Bourcet de la Saigne né le 25 juin 1713 est le dernier d'une fratrie de treize. Il fut maréchal de camp et directeur des fortifications de Corse. Son père décède le 10 août 1771 (à 58 ans) à Corte alors qu'il a 19 ans.
- Père adoptif et parrain : adopté en 1771 par son illustre oncle Pierre Joseph de Bourcet (sans enfants ; de treize ans l'aîné de son papa). Il est à la fin de sa carrière militaire, très chargée et ayant déjà 71 ans.
- Sa mère est Marguerite Victoire Lovat, la fille de François Lovat, conseiller du roi et correcteur de la chambre des comptes de Paris, et de Geneviève Delespine.
- Sa fratrie :
  - Pierre-François, né le 24 novembre 1750 à Grenoble[5].
  - Pierre-Jean (objet de cet article), est né à Grenoble, le 11 juin 1752 et mort à Naples en 1822.
  - Marie-Victoire, née le 31 juillet 1753 à Grenoble[6],
  - Marie-Anne, née à Grenoble le 8 novembre 1755 et morte à Grenoble le 2 octobre 1786, épouse de François Augustin Regnier de Jarjayes.
  - Henriette.
- Son épouse, est Marie-Gabrielle-Randonne de Rivière. Elle est la fille de Joseph-Augustin de Rivière, ancien officier d'artillerie et conseiller-maître à la chambre des comptes du Dauphiné, et de Jeanne-Élisabeth de Pélissier[7].
- mariage le 28 octobre 1782,

Ses enfants Le couple met au monde les cinq enfants suivants :
1. Pierre-Joseph-Armand-Gilbert, né à Grenoble le 28 octobre 1783 , comte de Bourcet et mort à Paris en 1831.
2. Marie-Augustin-Jean-Baptiste de Bourcet, né à Fontaine au domaine de la Balme, le 8 septembre 1797 et mort à Berchem, le 8 septembre 1874.
3. Marie, née à Avignon, qui épouse en 1823, Charles-Froment de Champlagarde et qui décède à Tulle, le 6 septembre 1848.
4. Louise, née au château de Meudon, morte à Marseille, le 4 novembre 1832.
5. Charlotte-Victoire-Henriette.

### Carrière militaire
Il commence à servir dans les armées du roi Louis XV en 1767. Le 1er mars 1768, il reçoit d'Étienne-François de Choiseul, l'ordre de se rendre à Grenoble pour se mettre aux ordres de son oncle Pierre-Joseph de Bourcet.

### Carrière civile

#### Sous le règne de Louis XVI
Le 31 décembre 1777, Pierre-Jean de Bourcet est nommé conseiller du roi au parlement du Dauphiné en remplacement d'Oronce de Galbert de Rochenoire.
Le 20 avril 1785, Pierre-Jean de Bourcet qui a hérité des documents, cartes et mémoires, laissés par son père et son oncle, lance le « Prospectus d'une souscription des papiers militaires de M. de Bourcet, lieutenant général des armées du Roi, et de M. de Bourcet de la Saigne, son frère, maréchal de camp ». Pour trois mille livres et à condition d'être militaire, chaque souscripteur peut recevoir une copie manuscrite des cartes et des mémoires compris dans un catalogue de 126 articles. Philippe Henri de Ségur, le secrétaire d'État de la Guerre à la guerre fait expertiser les documents et finit par demander à Pierre-Jean de Bourcet de les déposer, pour les conserver, au Dépôt de la Guerre. Pierre-Jean de Bourcet accepte, et Louis XVI, lui accorde, à titre de compensation, le 23 octobre 1785, une pension de 1 500 livres sur le trésor royal.
Le 1er mai 1787, Pierre-Jean de Bourcet devient premier valet de chambre du dauphin Louis-Joseph de France sous la direction de François-Henri d'Harcourt, gouverneur du dauphin, et de ses adjoints Antoine Charles Augustin d'Allonville et Edmé Jean Antoine du Puget d'Orval, les sous-gouverneurs du dauphin. Il est secondé dans sa tâche par l'abbé de Moncroc, grand vicaire de Langres, et Jean Corbin, les instituteurs du dauphin, et Louis-Claude-Alexandre Buisson, dit l'abbé Buisson, lecteur du dauphin.

#### Pendant la révolution
En décembre 1790, Pierre-Jean de Bourcet est envoyé par Louis XVI à Turin afin de dissuader son frère, le comte d'Artois dans ses projets d'invasion et de soulèvement de la France. Pierre-Jean de Bourcet parvient à Turin le 14 décembre 1790 et réussit, le lendemain, après un long entretien avec le cadet de Louis XVI, à le convaincre, conformément aux ordres du roi, de sursoir à ses entreprises dont le principal instigateur est Charles Alexandre de Calonne.
Pierre-Jean de Bourcet est nommé chevalier de l'ordre de Saint Louis, par Louis XVI, le 28 janvier 1791.
Il donne quittance, le 10 avril 1792, de la liquidation de l'indemnité qui lui a été allouée lors de la suppression de sa charge de conseiller au parlement, à la cour des aides et à la cour des finances du Dauphiné.

#### Sous la Restauration
Il revient à Grenoble le 25 avril 1814. Son épouse meurt le 9 mai 1814. Il se rend à Paris en septembre 1814 afin de présenter au roi Louis XVIII quatre hallebardes des Gardes du corps du roi qu'il avait conservées depuis le 6 octobre 1798.
Le 27 septembre 1814, Pierre-Jean de Bourcet est nommé consul général de France à Naples. Il joue dans cette fonction divers rôles et fait notamment l'acquisition, à l'intention de Jean-Marie Pardessus, en 1818, d'une copie du code maritime qui avait été rédigé par le juriste Michele de Jorio pour le roi Ferdinand Ier des Deux-Siciles,,,.
Il y accueille vers le 10 septembre 1816, Pierre-Joseph Dumont qui a été esclave pendant 36 ans en Algérie et qui a été libéré lors du bombardement d'Alger par l'amiral anglais Edward Pellew (vicomte Exmouth), le 27 août 1816. Il pourvoit Pierre-Joseph Dumont en vêtements et en argent, et le munit d'une lettre de recommandation destinée à son fils le colonel Pierre-Joseph-Armand-Gilbert de Bourcet qui l'authentifie le 25 janvier 1817, avant de lui trouver un passage sur un vaisseau de commerce à destination de Marseille. Pierre-Joseph-Armand-Gilbert de Bourcet qui a été l'un des aides de camp du maréchal Nicolas-Charles Oudinot, puis un officier de l'état-major, est lui-même bien en cour. Il épouse le 26 mai 1817 aux palais des Tuileries Augustine de Reynier de Jarjayes, fille unique de François Augustin Regnier de Jarjayes et de Louise Marguerite Émilie Henriette Quetpée de Laborde. Louis XVIII et la famille royale signent leur acte de mariage.

### Monographies et ouvrages généraux
- (it) Rosamaria Alibrandi et Alessandro Fontana (préfacier), In salute e in malattia. Le leggi sanitarie borboniche fra Settecento e Ottocento, Milan, Franco Angeli, coll. « Tempi di Storia », 2012, 178 p. (lire en ligne).
- Georges de Morant, Annuaire de la noblesse de France et des maisons souveraines de l'Europe : Provisions et mutations d'offices : enregistrées au sceau de 1777 à la Révolution, Paris, Edouard Champion, 1913, 464 p. (lire en ligne).
- Léon Hennet et Arthur Chuquet (préfacier), Regards en arrière, études d'histoire militaire sur le XVIIIe siècle : L'état-major, Paris, R. Chapelot et Cie, 1911, 299 p. (lire en ligne).
- Jacqueline Lucienne Lafon, La Révolution française face au système judiciaire d'Ancien Régime, Genève, Librairie Droz, 2001, 464 p. (ISBN 978-2-600-00615-6, lire en ligne).
- Edmond Maignien, L'ingénieur militaire Bourcet et sa famille, Grenoble, Xavier Drevet, 1890, 48 p. (lire en ligne).
- Jean-Marie Pardessus, Collection de lois maritimes antérieures au 18e siècle, t. premier, Paris, Imprimerie Royale, 1828, 524 p. (lire en ligne).
- (it) Maurizio Ponticello, Forse non tutti sanno che a Napoli..., Rome, Newton Compton Editori, 2015, 320 p. (ISBN 978-88-541-8792-4, lire en ligne).
- Jacques Salbigoton Quesné, Histoire de l'Esclavage en Afrique de Pierre-Joseph Dumont, Paris, Pillet Aîné, 1820, 152 p. (lire en ligne).
- Emmanuel Vingtrinier, La contre-révolution : première période, 1789-1791, vol. 2, Paris, Emile-Paul Frères, 1924.

### Articles
- Pierre Rousseau, « 1er juin 1787 », Journal Encyclopédique ou Universel, Bouillon, Weissenbruch, t. IV, partie II,‎ 1787 (lire en ligne).